# Earconberht I.

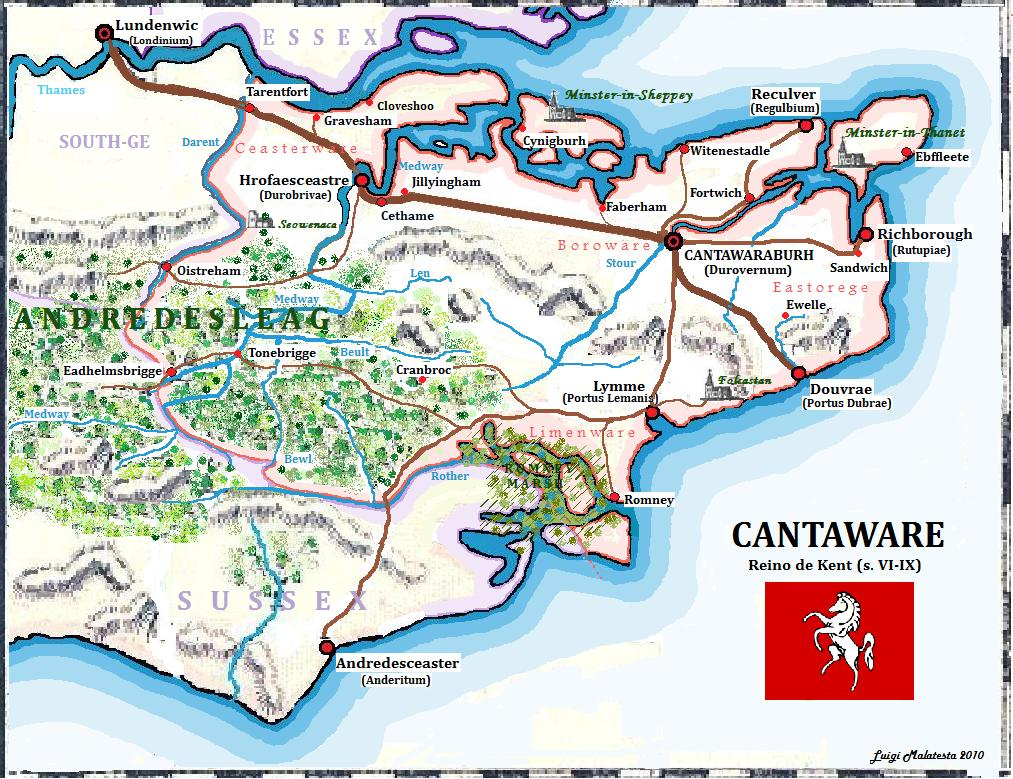
Kent in angelsächsischer Zeit

Earconberht (auch Earconberct, Earkenbriht, Ercanbryht, Arcenbriht oder Ercumbert; † 14. Juli 664) war von 640 bis zu seinem Tod König des angelsächsischen Königreiches Kent. Er stammte aus der Dynastie der Oiscingas.

## Leben

### Familie
Earconberht war ein Sohn des Königs Eadbald und dessen zweiter Frau Emma (auch Æmma oder Ymme), der Tochter eines Frankenkönigs, vielleicht Chlothar II. Einige Historiker gehen davon aus, dass Emma die Tochter Erchinoalds, des fränkischen Hausmeiers in Neustrien, war.
Er war mit Seaxburg, einer Tochter des Königs Anna von East Anglia, verheiratet, mit der er mindestens vier Kinder hatte: Die beiden Töchter Eormenhild und Eorcengota sowie die Söhne und späteren Könige Ecgberht I. und Hlothhere. Eorcengota wurde Nonne in der Abtei Faremoutiers im Frankenreich und Eormenhild wurde mit Wulfhere, dem König von Mercia verheiratet.

### Herrschaft
Zunächst scheint Eadbald einen sonst unbekannten Æthelwald und später seinen Sohn Eormenred an der Herrschaft beteiligt zu haben. Eadbald starb im Jahr 640 und sein Sohn Earconberht I. folgte ihm, vermutlich gemeinsam mit seinem Bruder Eormenred, als König nach. Nach Roger von Wendover, einem Chronisten des 13. Jahrhunderts, hat Earconberht seinen Bruder vom Thron verdrängt. Earconberht überlebte seinen Bruder und zog dessen Söhne Æthelred und Æthelberht unter seinem Schutz auf. Er ordnete die Zerstörung heidnischer Götzenbilder an und stellte das Nichteinhalten der 40-tägigen Fastenzeit vor Ostern unter Strafe. Um das Jahr 654 nahm er Wilfrid, den späteren Bischof von York, der sich auf einer Pilgerfahrt nach Rom befand, bei sich auf und gab ihm Benedict Biscop als Führer für die Reise mit. Nach dem Tod des Erzbischofs Honorius von Canterbury setzte er 655 mit Deusdedit erstmals einen Angelsachsen in dieses Amt ein. Earconberht starb im Jahr 664, ebenso wie König Swithhelm von Essex und Erzbischof Deusdedit, als in ganz Britannien eine Seuche ausbrach, die zahlreiche Opfer forderte. Sein Sohn Ecgberht I. folgte als König von Kent nach. Seine Witwe Seaxburg zog sich in ein Kloster zurück.